# Hoplomorpha
Hoplomorpha är ett släkte av fjärilar. Hoplomorpha ingår i familjen praktmalar, Oecophoridae.
Kladogram enligt Catalogue of Life:
| Hoplomorpha | \| \| Hoplomorpha abalienella \| \| \| \| \| \| Hoplomorpha colonias \| \| \| \| |
|             | \| \| Hoplomorpha abalienella \| \| \| \| \| \| Hoplomorpha colonias \| \| \| \| |
|             | Hoplomorpha abalienella                                                          |
|             |                                                                                  |
|             | Hoplomorpha colonias                                                             |
|             |                                                                                  |

## Bildgalleri

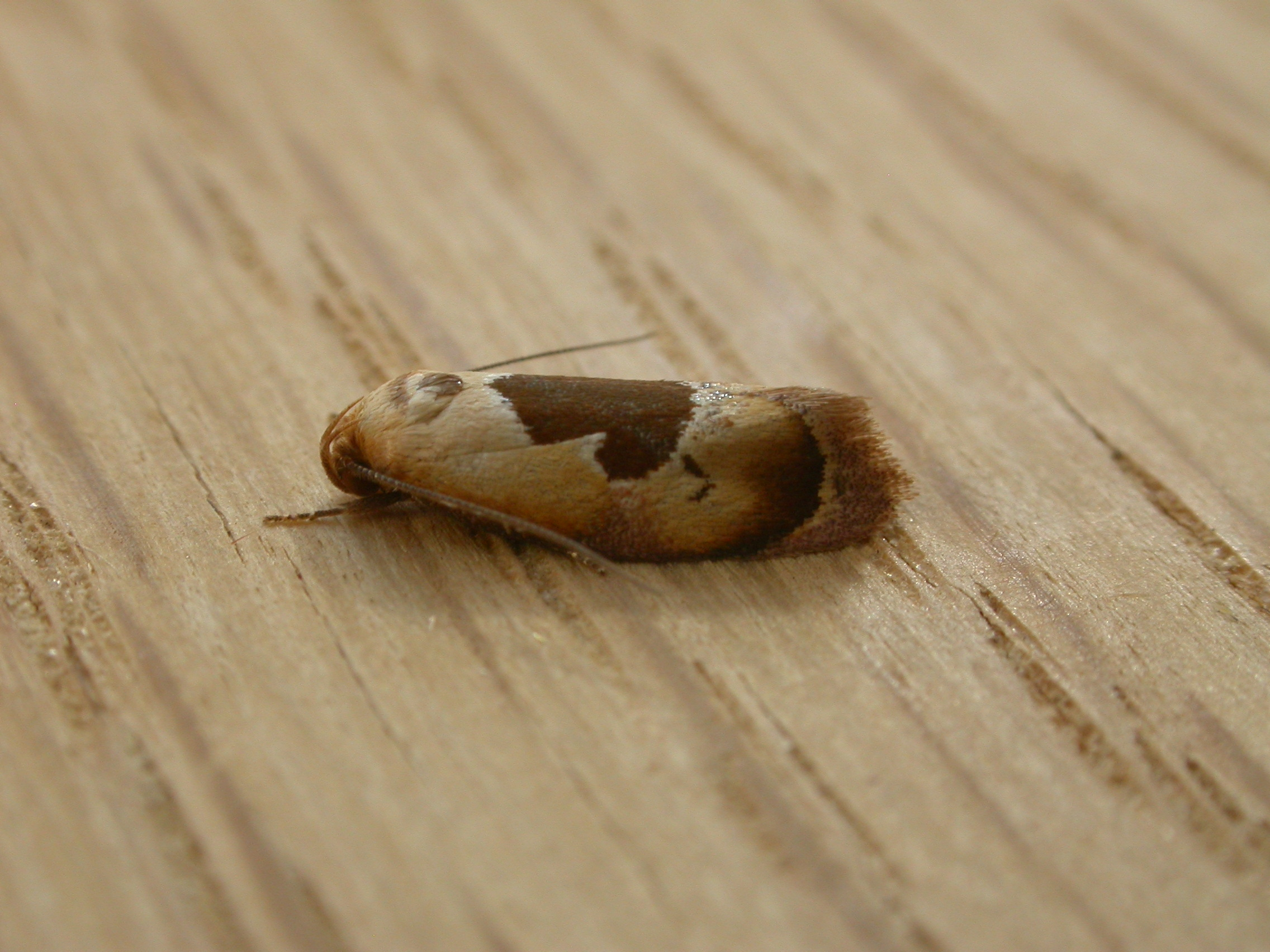
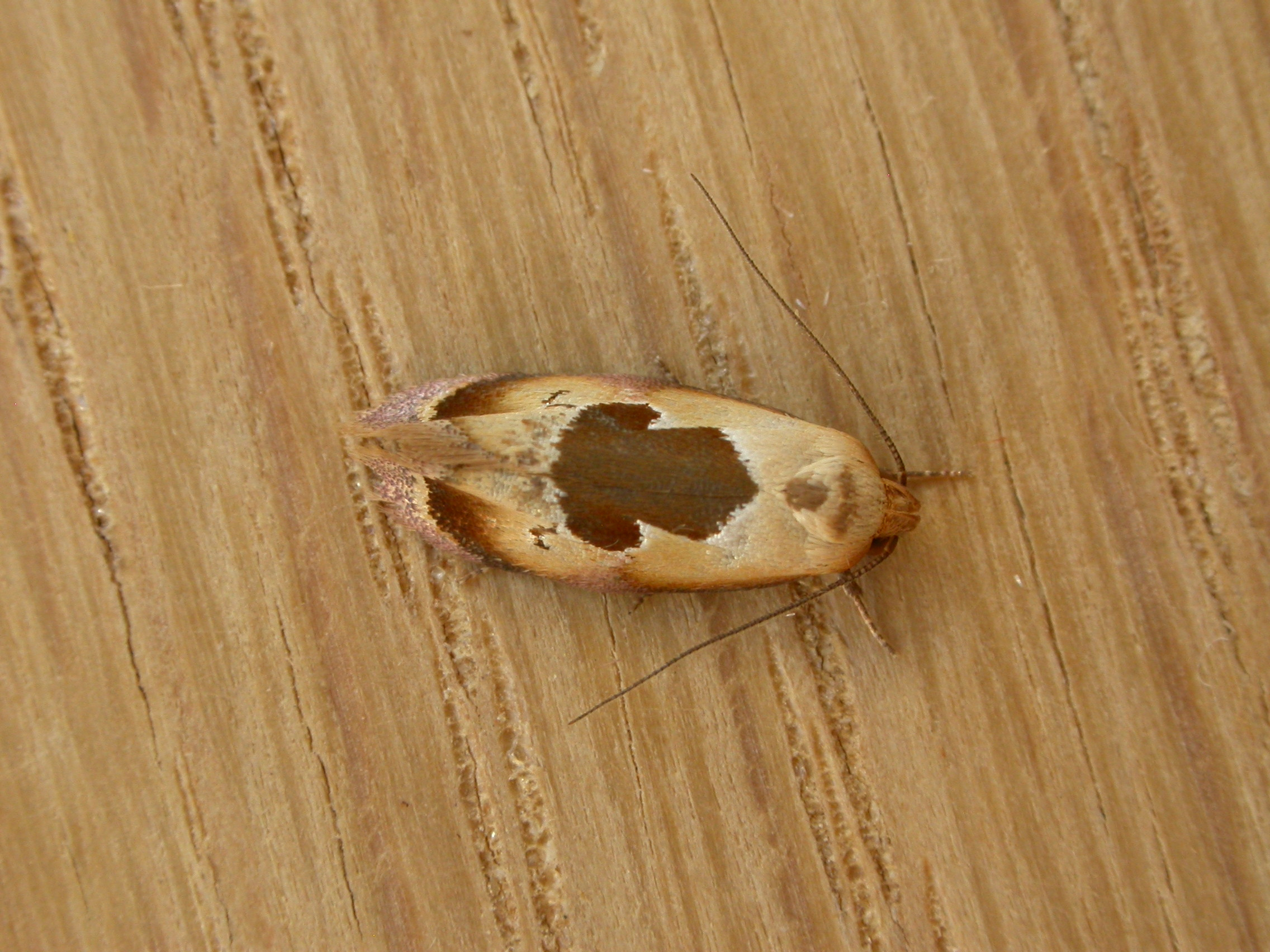
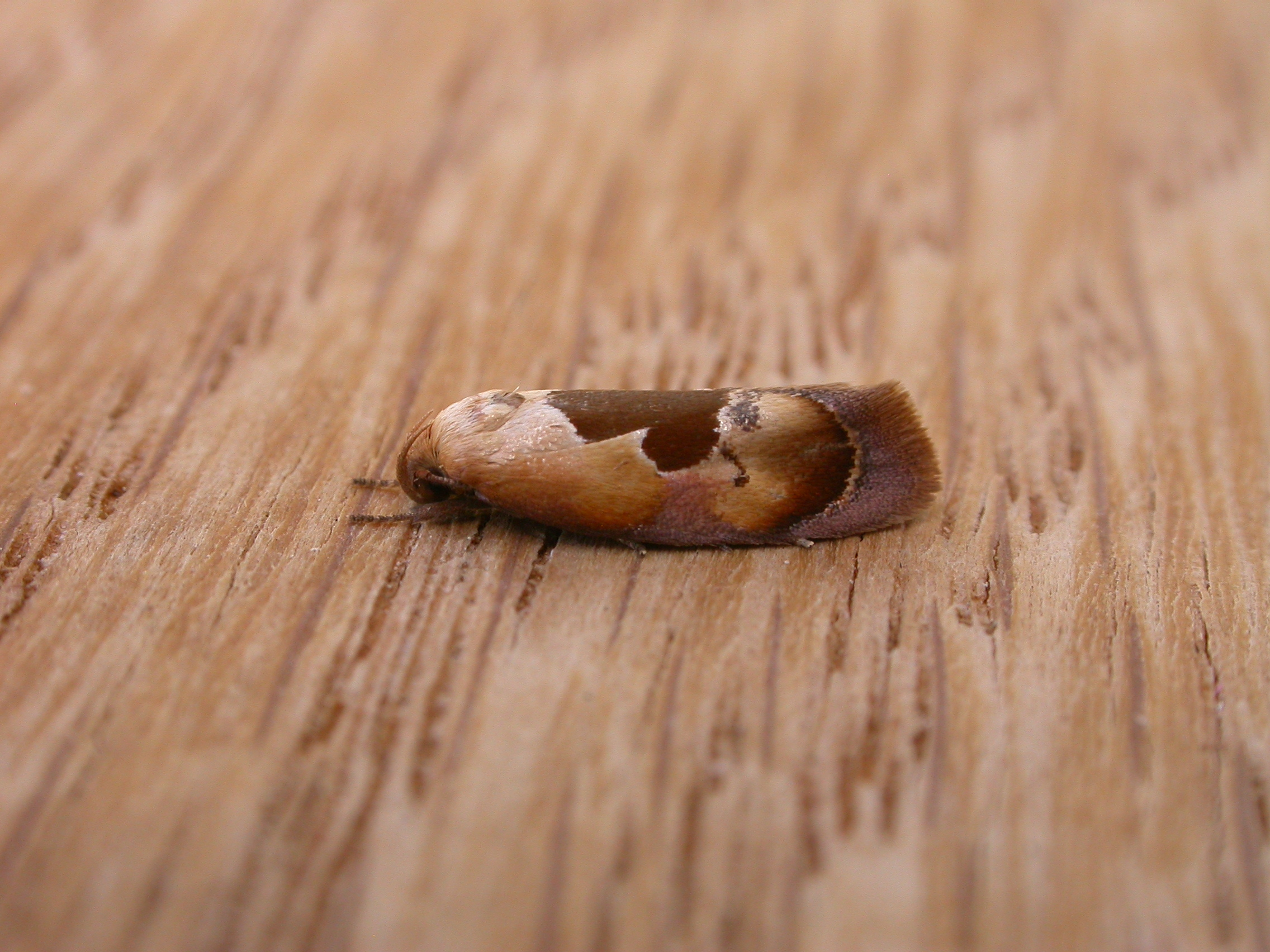
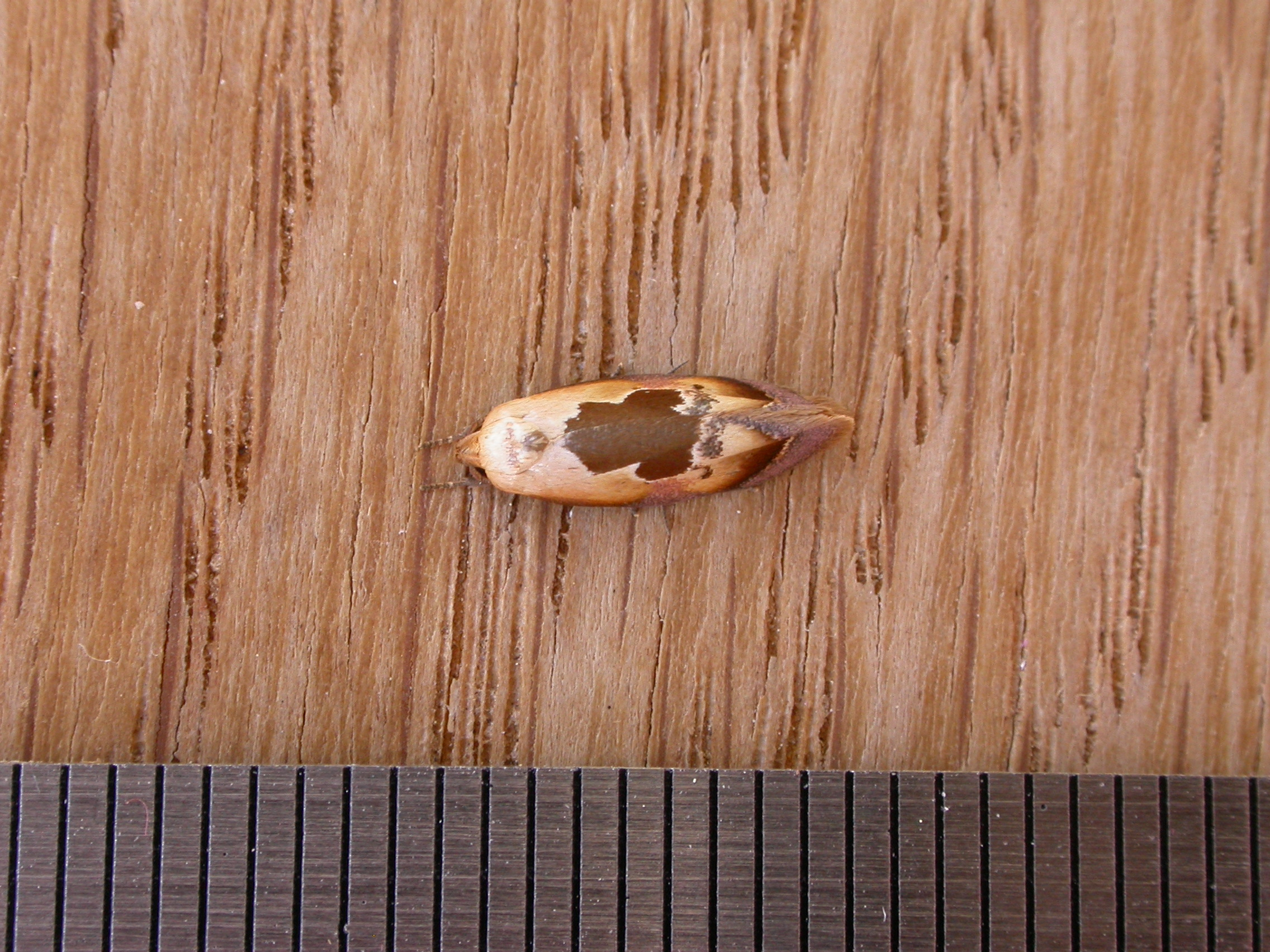
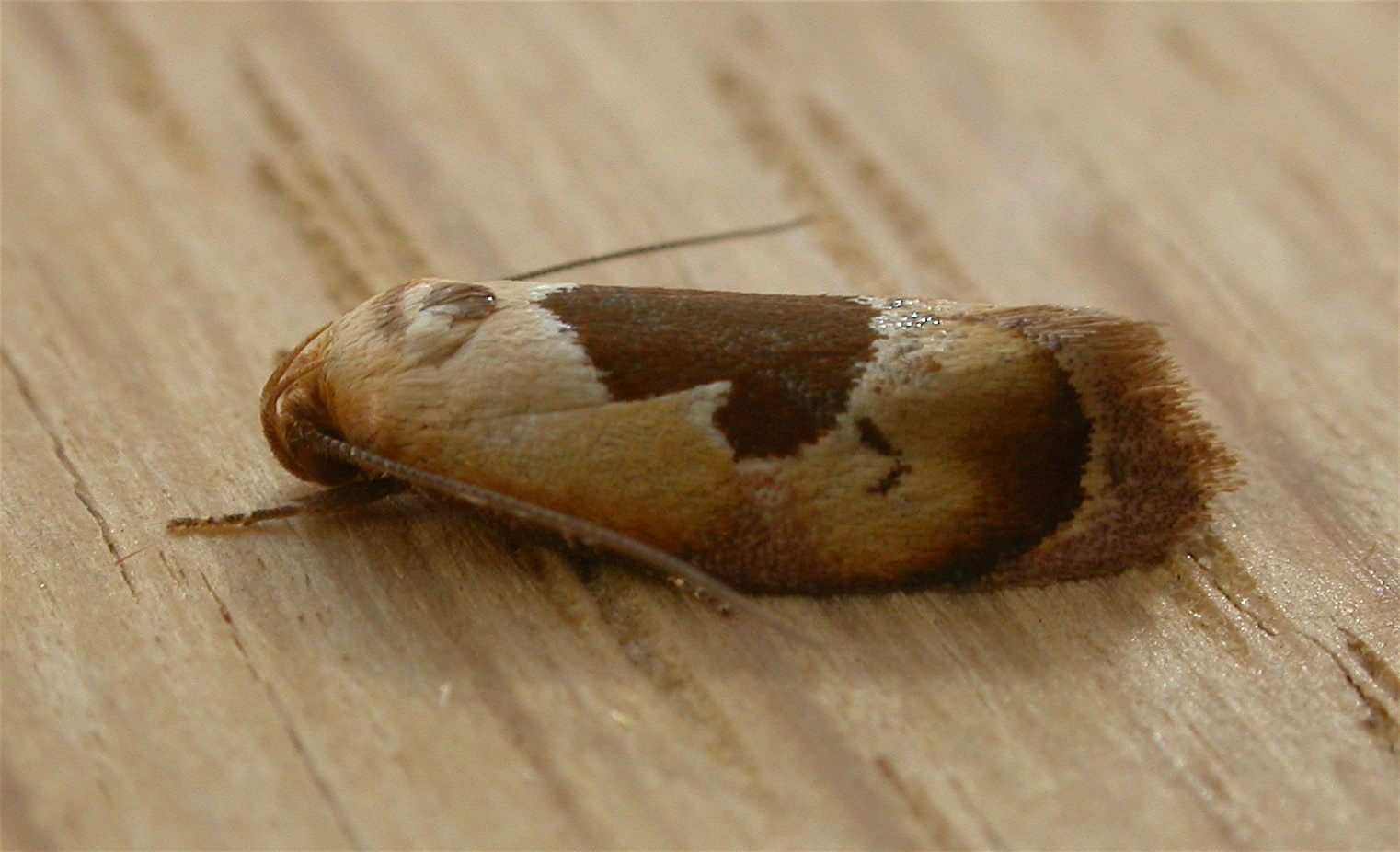